# Ginebra Bellucci
Ginebra Bellucci (Córdoba, Andalucía; 8 de junio de 1996) es una actriz pornográfica y modelo de cámara web española.

## Biografía
Natural de la ciudad española de Córdoba, Ginebra Bellucci, nombre artístico de Gabriela Muñoz, nació en junio de 1996. Anterior a su carrera en la industria del cine para adultos, trabajaba en el sector de la hostelería (camarera y auxiliar de cocina) e hizo formación como auxiliar de vuelo. Debutó como actriz pornográfica en septiembre de 2018, a los 22 años, grabando su primera escena para Cumlouder.
Como actriz, ha trabajado con otros estudios tanto europeos como estadounidenses, destacando entre ellos Reality Kings, Private, MET Art, Mofos, Thagson, Explicit Empire, 21Sextury, Digital Playground, Spizoo, Nubile Films, LetsDoeIt o Bangbros.
En 2019 ganó reconocimiento internacional al estar nominada en los Premios XBIZ Europa en la categoría de Mejor nueva estrella. Al año siguiente, en 2020, recibió su primera nominación en los Premios AVN en la entonces recién creada Artista emergente extranjera del año, así como en la de producción de corte europeo como era la de Mejor escena de sexo anal en producción extranjera por Wake Me Up With Love.
Se mantuvo activa en la industria entre 2018 y 2021, regresando tras un parón en 2022. Ha grabado cerca de 240 películas como actriz.
Algunos trabajos suyos han sido Beautifully Young, Big Black Cock 4, Fantasstic DP 30 o Iconic Models.

## Premios y nominaciones
| Año  | Ceremonia           | Resultado | Premio                                             | Trabajo              |
| ---- | ------------------- | --------- | -------------------------------------------------- | -------------------- |
| 2019 | Premios XBIZ Europa | Nominada  | Mejor nueva estrella                               | —                    |
| 2020 | Premios AVN         | Nominada  | Artista emergente extranjera del año               | —                    |
| 2020 | Premios AVN         | Nominada  | Mejor escena de sexo anal en producción extranjera | Wake Me Up With Love |
| 2020 | Spank Bank Awards   | Nominada  | Two Peas in a Pod                                  | —                    |
| 2021 | Premios XBIZ Europa | Nominada  | Artista femenina del año                           | —                    |
| 2021 | Premios XBIZ Europa | Nominada  | Mejor escena de sexo en película                   | Betrayal             |
| 2021 | Premios XBIZ Europa | Nominada  | Mejor escena de sexo glamcore                      | Feeling the Friction |
| 2021 | Premios XBIZ Europa | Nominada  | Mejor escena de sexo gonzo                         | Indulge Us           |
| 2022 | Premios AVN         | Nominada  | Artista femenina extranjera del año                | —                    |
| 2022 | Premios AVN         | Nominada  | Mejor escena de sexo lésbico internacional         | Young Swingers       |